# 广东小舟梭螺
广东小舟梭螺（学名：Cymbovula guangdongensis）为梭螺科小舟梭螺属的动物。在中国大陆，分布于广东大陆沿岸等地。该物种的模式产地在广东陆丰。其种加词“guangdongensis”意为“广东的”。